# 埃克爾斯山
45°49′18″N 06°52′28″E / 45.82167°N 6.87444°E
埃克爾斯山（義大利語：Pic Eccles），是意大利的山峰，位於該國西北部，由瓦萊達奧斯塔大區負責管轄，海拔高度4,041米，人類在1874年8月31日首次登上該山峰。